# O Monumento
O Monumento surgiu em Lisboa a 13 de maio de 1938 sob a direção de Monsenhor Pereira dos Reis. Manteve-se em publicação, ainda que com  periodicidade irregular, até ao ano de inauguração daquele que lhe dava o nome: O Santuário Nacional de Cristo Rei, já que o grande objetivo do jornal  era divulgar, promover e ajudar a financiar a construção do referido monumento.